# Antoni Brusi i Mirabent
Antoni Brusi i Mirabent   (Barcelona, 5 de desembre de 1775 - Barcelona, 27 d'octubre de 1821) fou un impressor i llibreter català.

## Biografia
Durant la guerra del Francès s'allistà a les tropes que lluitaven contra Napoleó Bonaparte i es va encarregar de l'edició de la Gaceta Militar y Política del Principado de Cataluña, que imprimia on podia (a Barcelona, a Tarragona i a Palma). Pels seus serveis, el 28 d'octubre del 1809, la Junta Suprema de Gobierno del Reino li atorgà l'edició del Diari de Barcelona, que durant la dominació havien dominat els afrancesats. Va tornar a editar el diari el 1814, i des del 1819 va establir un obrador de fosa de tipus d'impremta amb ajut de Francesc Salvà i Campillo. El 1820 fou el primer a introduir a Espanya la litografia per privilegi del seu inventor, Aloys Senefelder. Es va casar amb Eulàlia Ferrer i Montserrat, filla del llibreter Josep Ferrer, que va compartir el negoci. La redacció del diari fou continuada pel seu fill Antoni Brusi i Ferrer.
Va morir a causa de l'epidèmia de febre groga que va afectar la ciutat el 1821. És enterrat al panteó familiar del Cementiri del Poblenou (Barcelona, Dep. II, panteó 206, sota el nom Familia Brusi).